# Berga haditengerészeti támaszpont
A Berga haditengerészeti támaszpont a svéd haditengerészet (Marinen) egyik legfontosabb bázisa. Stockholmtól mintegy 30 kilométerre délre, a Horsfjärden (vagy Hårsfjärden) nevű förde, azaz széles tengeröböl partján Västerhaninge helység közelében, Haninge község területén található. Szorosan együttműködik a közeli atombiztos Muskö haditengerészeti bázissal(en), amelyet a 60-as években alakítottak ki a sziget sziklájába mélyítve egy kisvárosnyi területen, kikötőkkel együtt.

## Létrejötte
1944-ben a Riksdag, a svéd parlament döntött arról, hogy a svéd állam megvásárolja a Horsfjärden öböl partján fekvő bergai uradalmat haditengerészeti támaszpont céljára. A szóban forgó terület 1025 hektár volt, egy mezőgazdasági iskolával valamint egy 3,5 kilométer hosszú és 800 méter széles partszakasszal.

## Szerepe
A 2004-es svéd védelmi reform után ez a támaszpont lett az 1. tengerészgyalogos ezred és annak fő harci egysége, a kétéltű zászlóalj (Amphibious Battalion) bázisa. Több más fontos egység otthona is Berga, így többek között kiképzési központok működnek itt.
2008 őszétől újra itt kapott elhelyezést a 4. haditengerészeti flottilla (sjöstridsflottiljen).

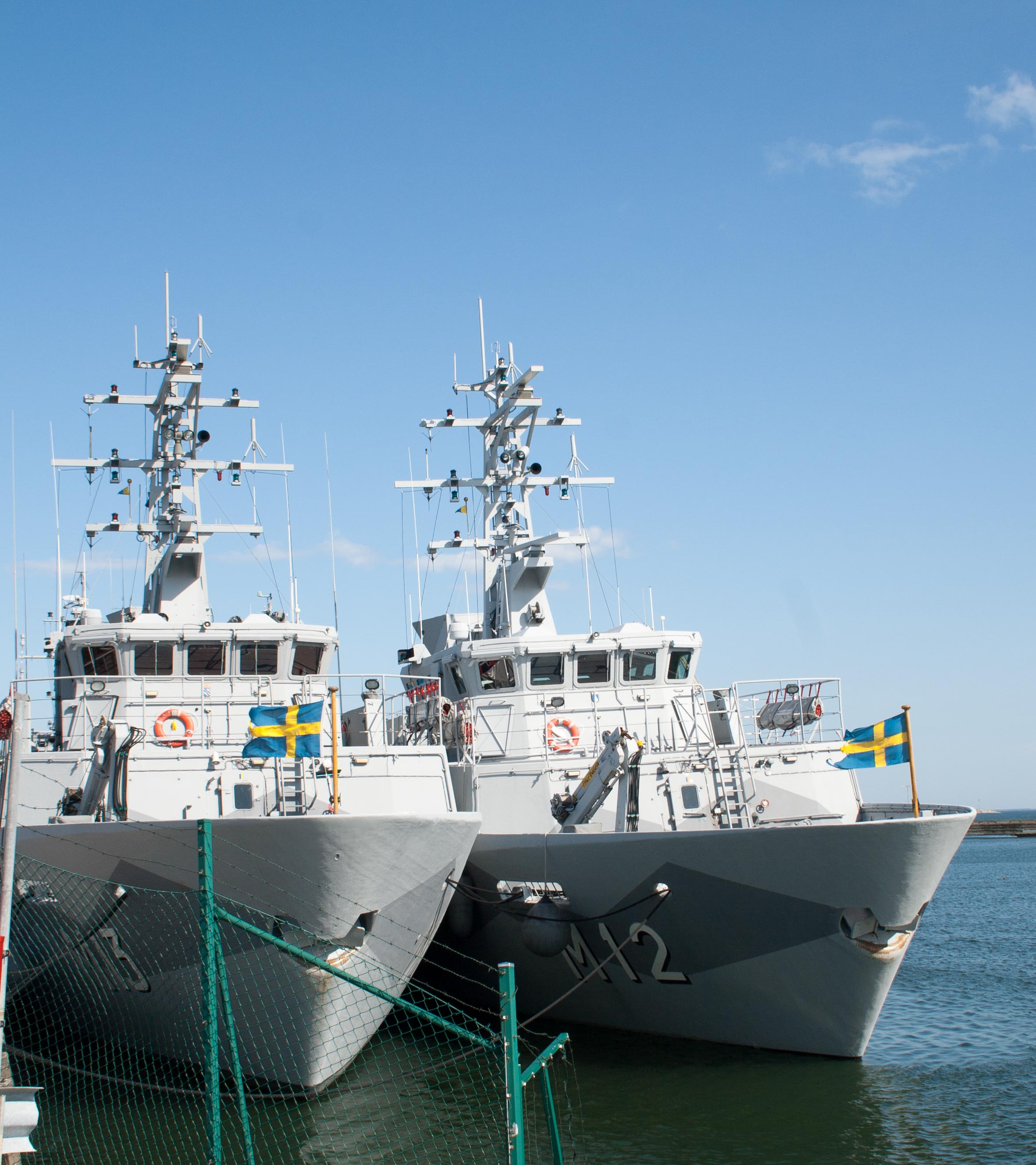
HMS Spårö (M12) és HMS Skaftö (M13) aknakutató hajók; egyikük fél évig vett részt a szomáliai kalózok elleni nemzetközi küzdelemben
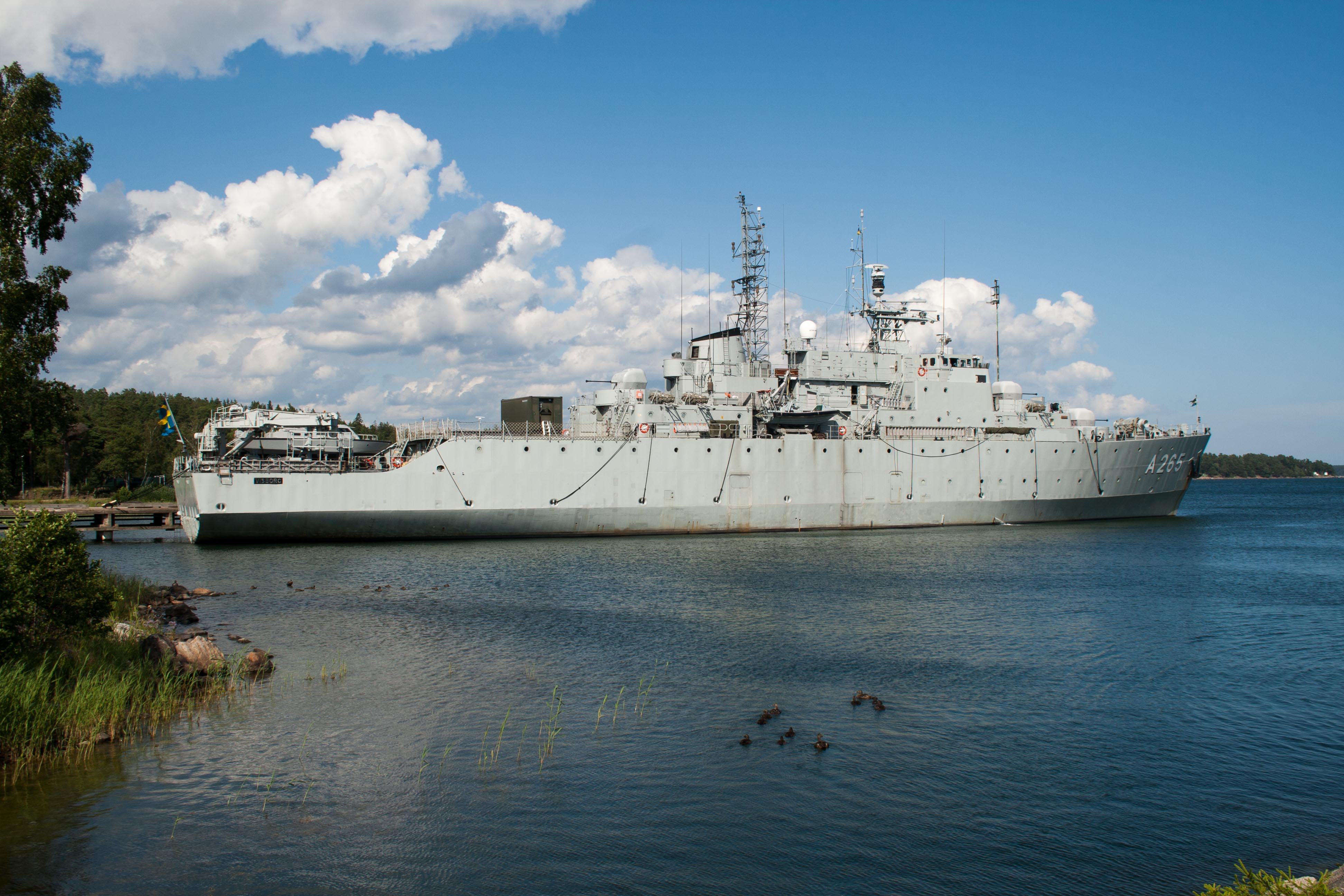
Ellátó hajó
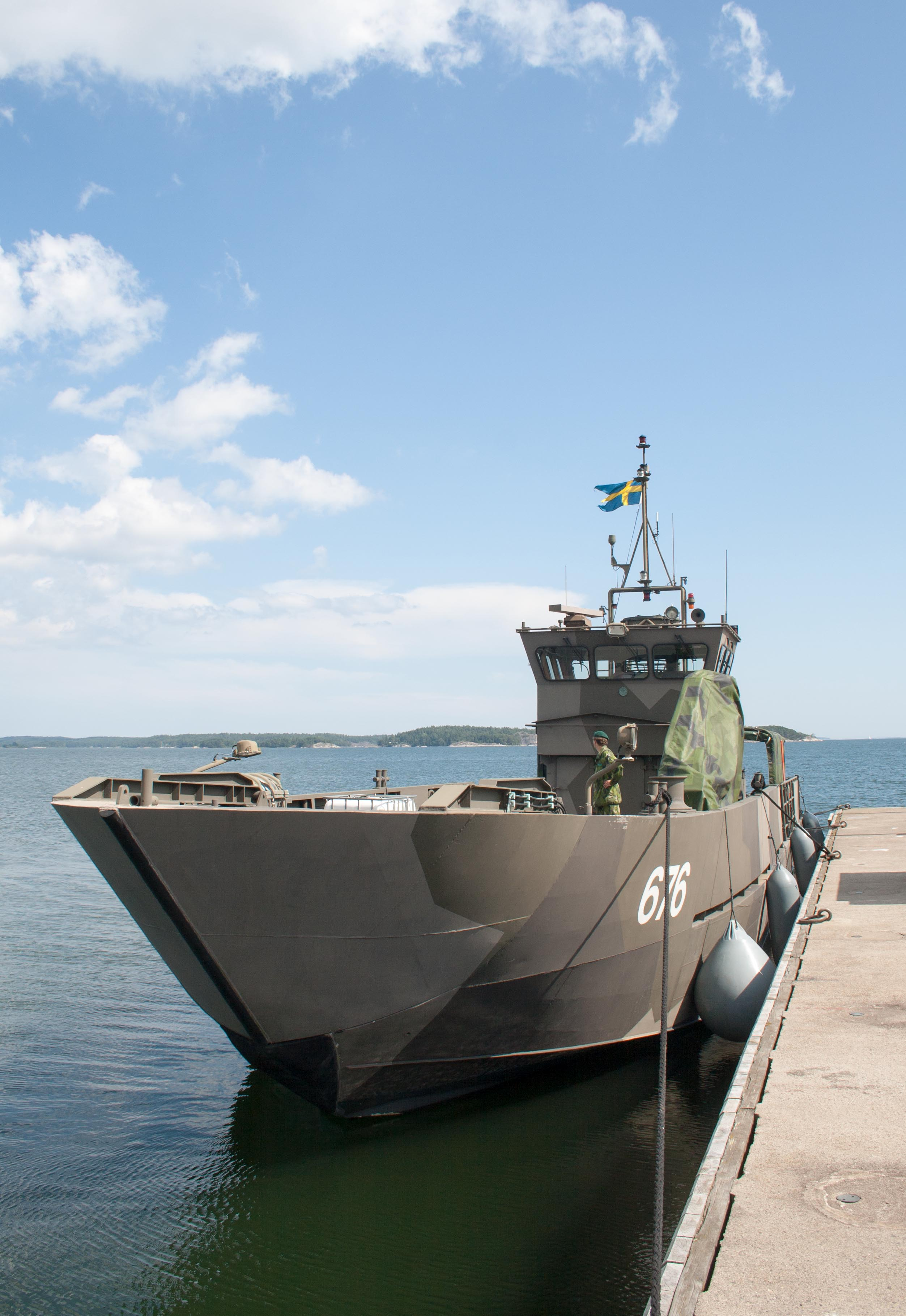
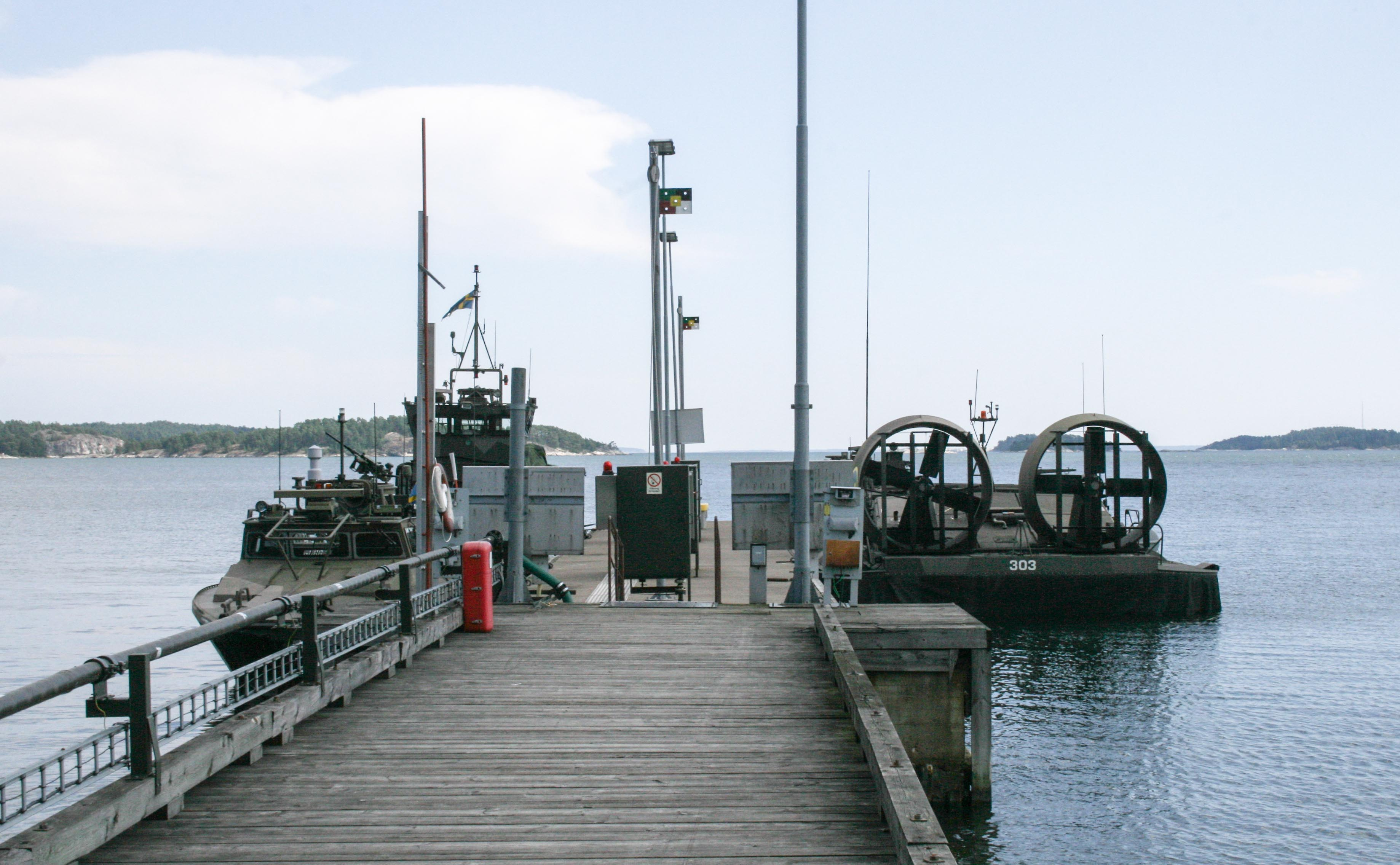
CB90 gyorsnaszád és légpárnás csapatszállító jármű
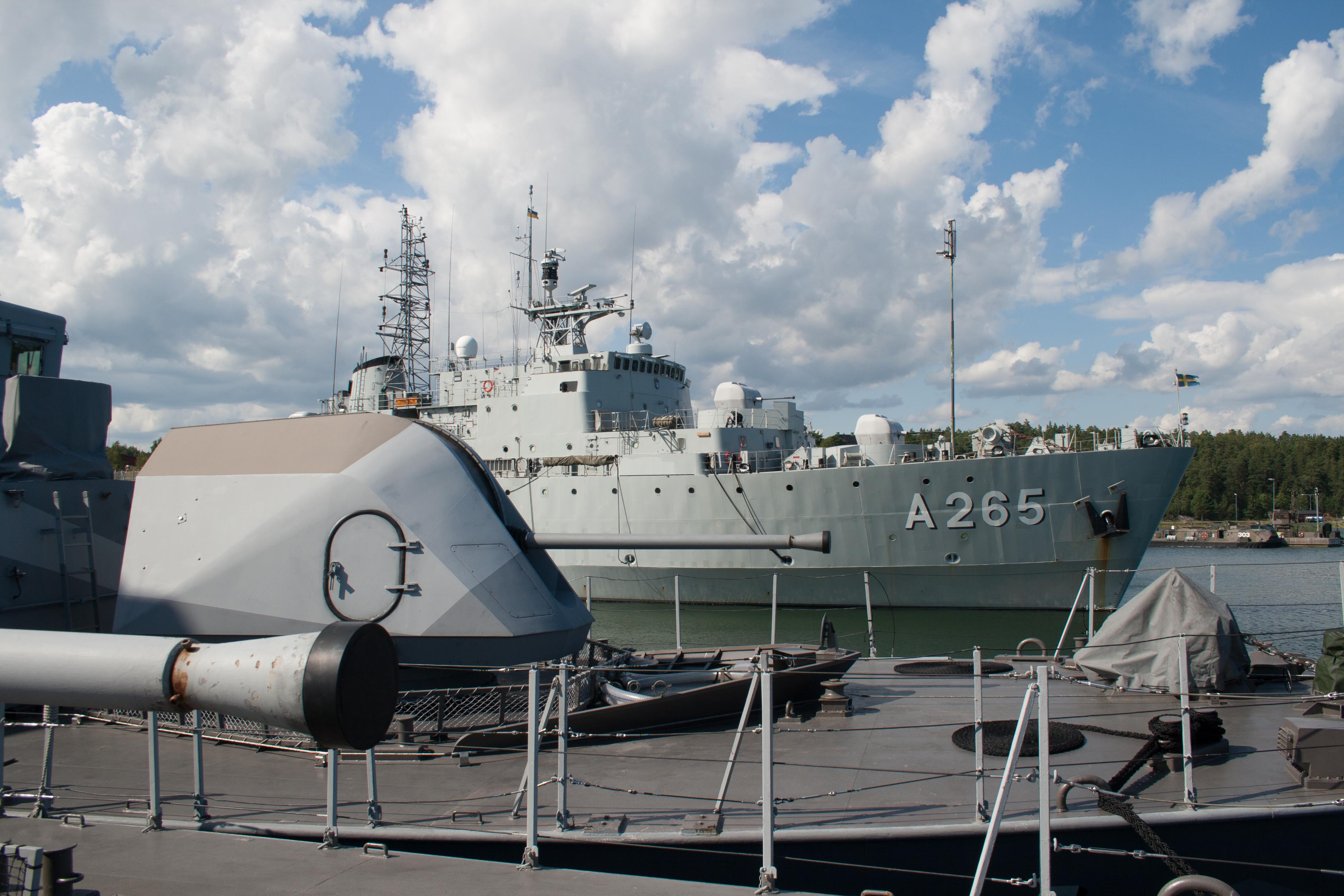
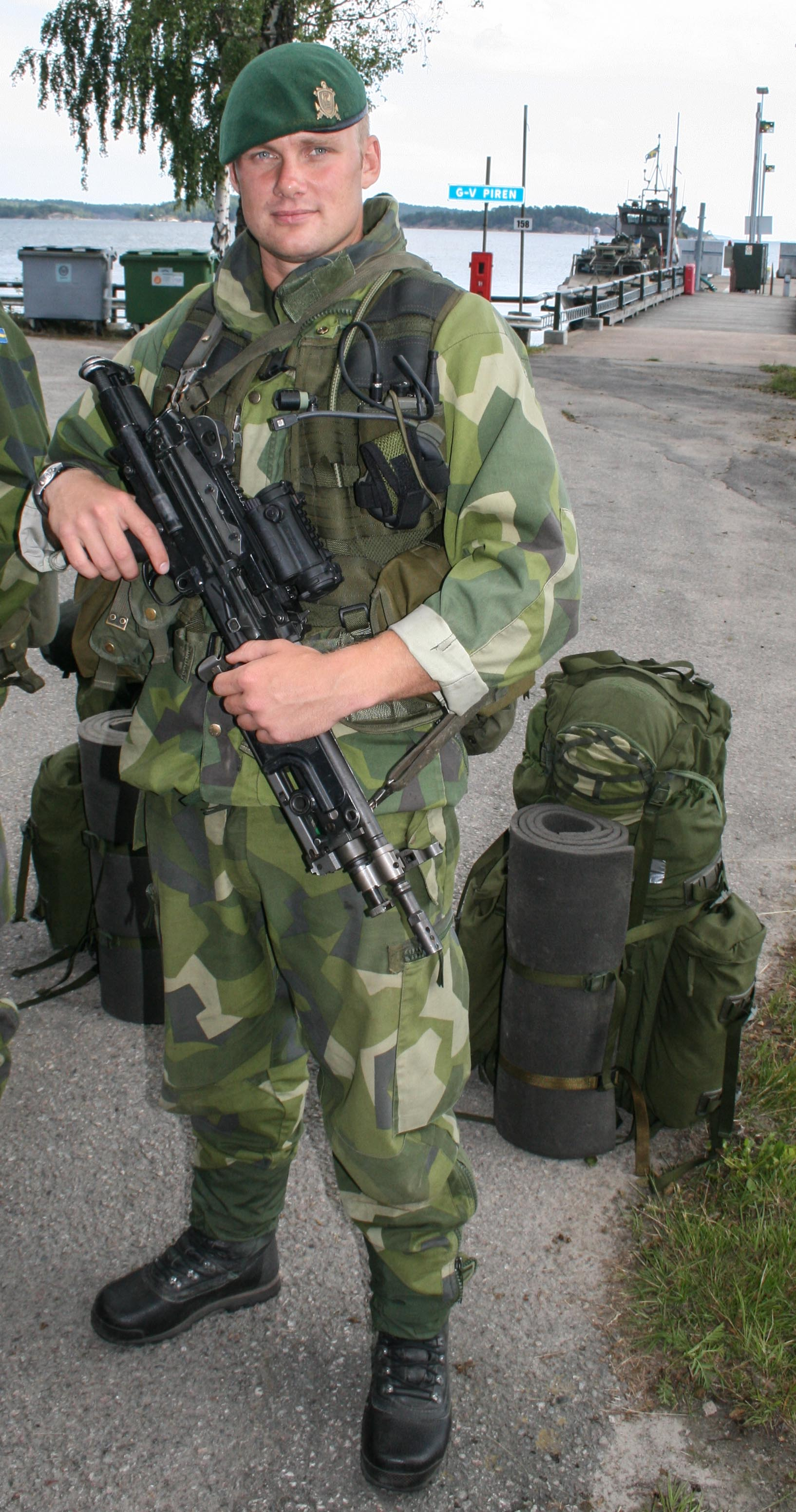
Tengerészgyalogos felszerelésével

A bázis reprezentatív tiszti klubjában külföldi delegációkat látnak vendégül és fontos tárgyalásokat folytatnak. A támaszpont épületei híres régi svéd hajók nevét viselik, közöttük azokról származó ágyúkat állítottak ki.(HMS Niord, HMS Rota, HMS Disa (1877))

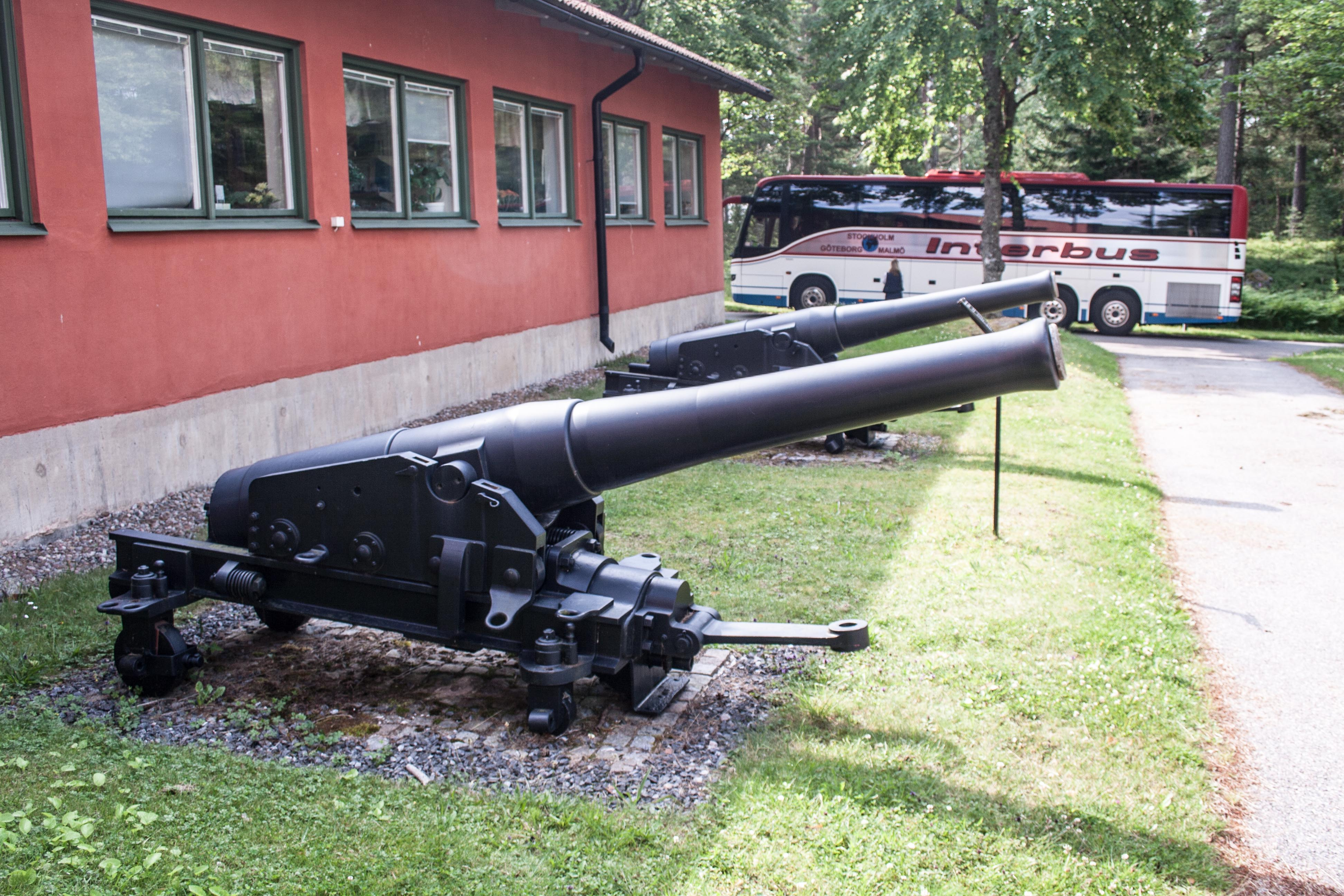
Történelmi ágyúk
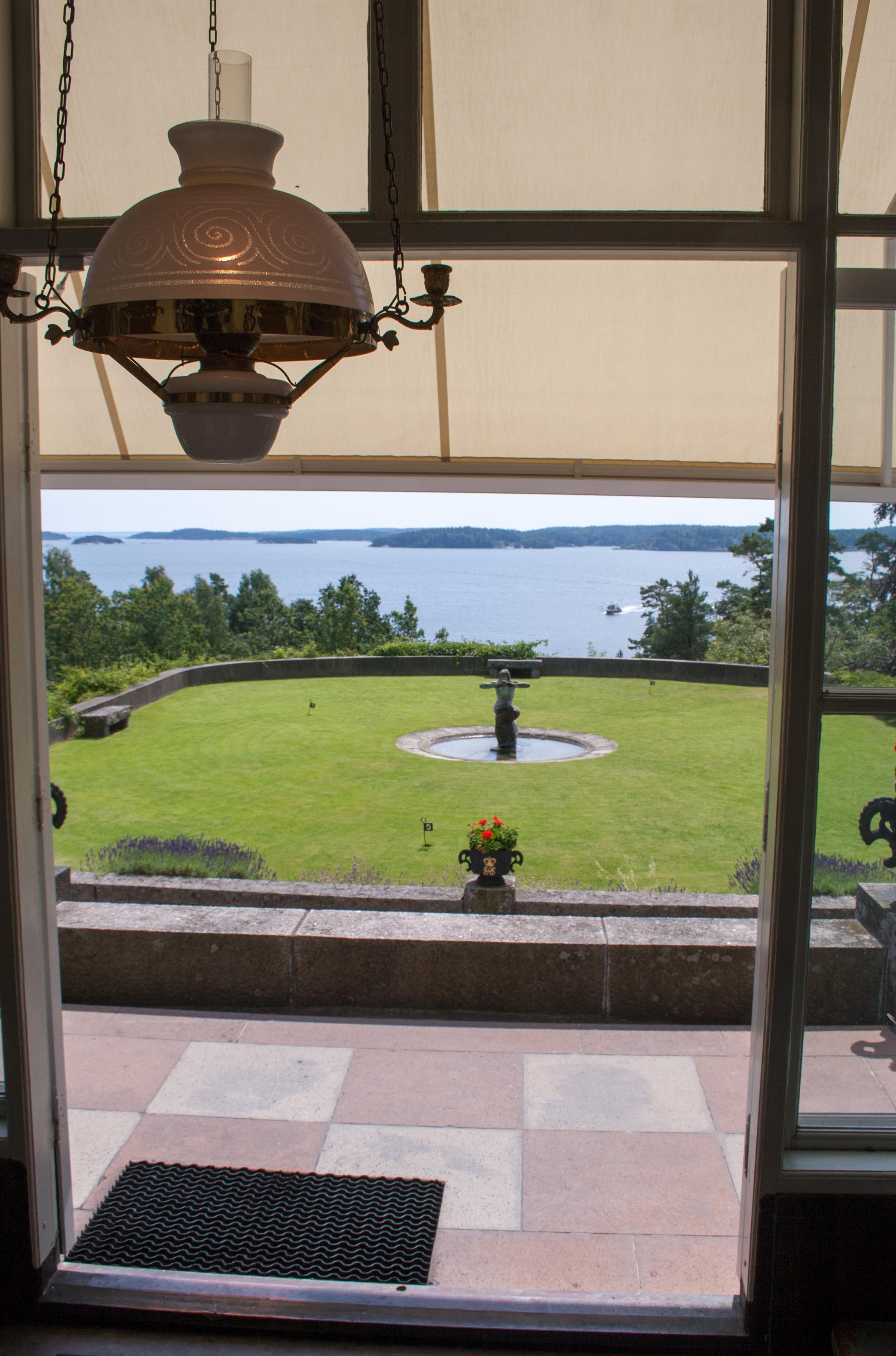
Kilátás a tiszti klubból a fördére
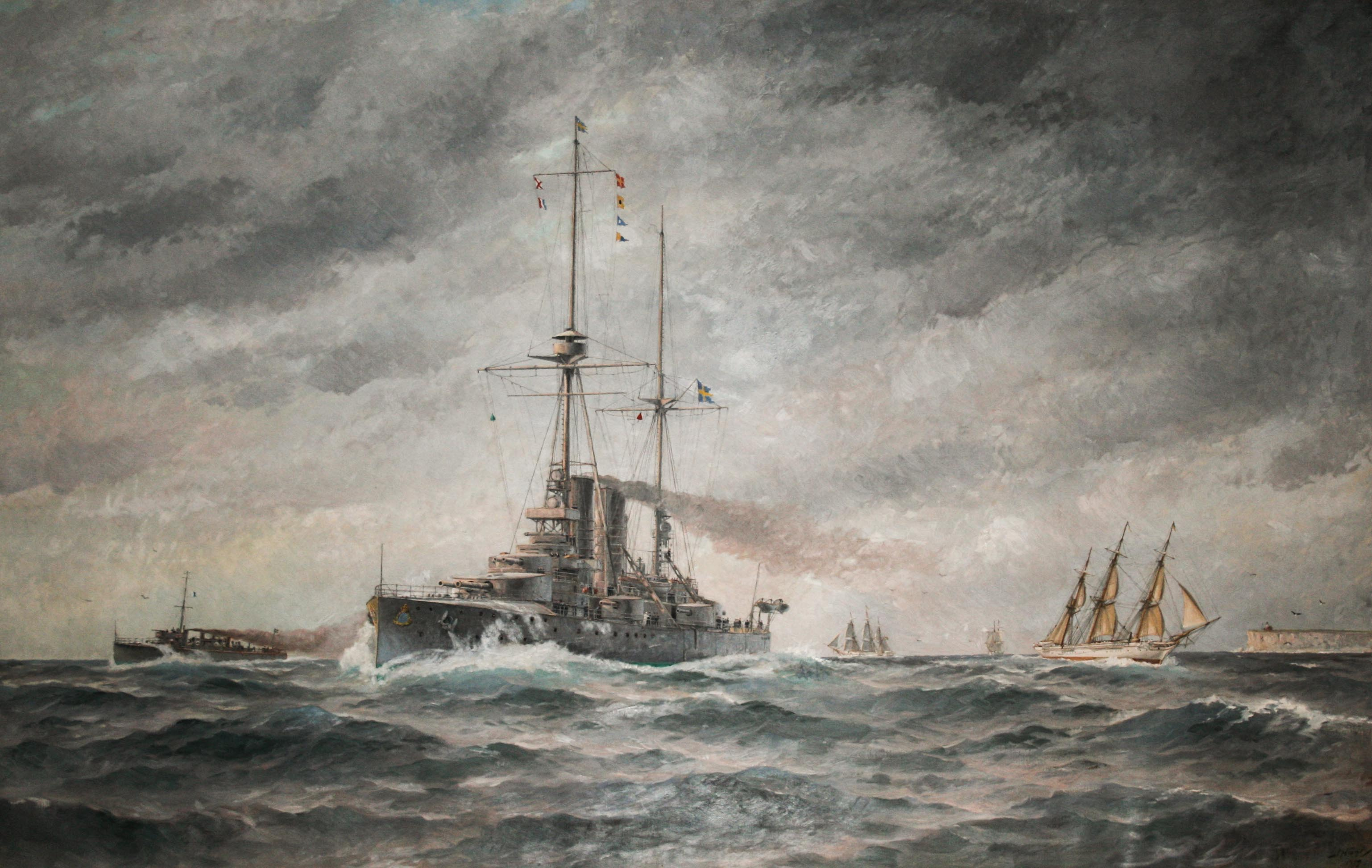
A tiszti klubot díszítő festmények egyike